# Angserödssjön
Angserödssjön är en sjö i Östra Göinge kommun i Skåne och ingår i Helge ås huvudavrinningsområde. Sjön har en area på 0,0671 kvadratkilometer och ligger 76 meter över havet.

## Delavrinningsområde
Angserödssjön ingår i det delavrinningsområde (623585-140069) som SMHI kallar för Mynnar i Bivarödsån. Medelhöjden är 80 meter över havet och ytan är 1,5 kvadratkilometer. Det finns inga avrinningsområden uppströms utan avrinningsområdet är högsta punkten. Vattendraget som avvattnar avrinningsområdet har biflödesordning 3, vilket innebär att vattnet flödar genom totalt 3 vattendrag innan det når havet efter 55 kilometer. Avrinningsområdet består mestadels av skog (90 procent). Avrinningsområdet har 0,07 kvadratkilometer vattenytor vilket ger det en sjöprocent på 4,5 procent.